# Diogenes van Sinope
Diogenes van Sinope (Oudgrieks: Διογένης, Diogénês, kortweg Diogenes) (Sinope 404 v.Chr. – Korinthe 323 v.Chr.) was een Griekse filosoof uit de school der cynici.

## Biografie
Diogenes werd geboren als de zoon van een bankier in Sinope, een Griekse kolonie aan de zuidkust van de Zwarte Zee. Aanvankelijk volgde Diogenes in de voetsporen van zijn vader met een carrière in het bankwezen, na betrokkenheid bij een schandaal over valsmunterij moest hij de stad Sinope echter verlaten. Diogenes reisde vervolgens naar Athene, het centrum van de Griekse wereld, waar hij Antisthenes ontmoette en zich volgens Diogenes Laëtius onmiddellijk en onvoorwaardelijk bij hem aansloot.

### In Athene
Volgens een populaire legende sliep hij buiten in  een Griekse amfora. Aangezien hij leefde als een hond, kreeg hij van zijn tijdsgenoten uiteindelijk ook de bijnaam 'hond'. Zijn enige bezittingen waren een mantel, een kom om uit te eten en een nap om uit te drinken. Op klaarlichte dag zou hij op een marktplein met een lantaarn naar een "mens" gezocht hebben, waarmee hij een waarachtig oprecht persoon bedoelde. Nadat hij een jongen een stuk brood als bord zag gebruiken en zijn handen als kom om uit te drinken, ontdeed hij zich ook van zijn kom en zijn mok.

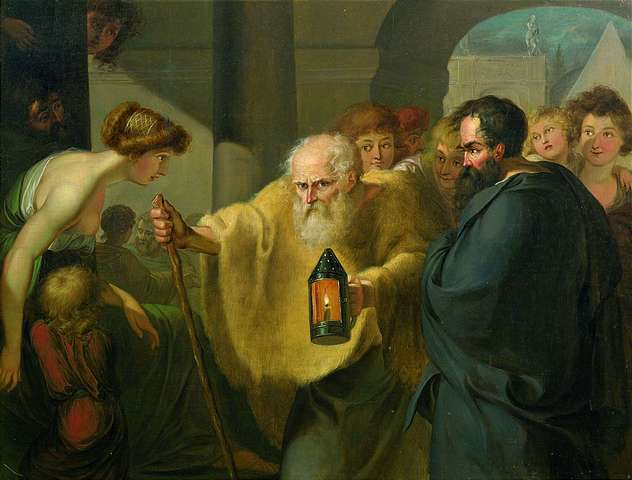
"Diogenes op zoek naar een waarachtig persoon" door J.H.W. Tischbein (ca. 1780)

Bekend van Diogenes is ook dat hij vaker in de openbaarheid stond te masturberen. Toen anderen hem hierop aanspraken zou hij gezegd hebben: "Och, was het ook maar mogelijk je honger te stillen door over je maag te wrijven".

### Diogenes en Alexander de Grote

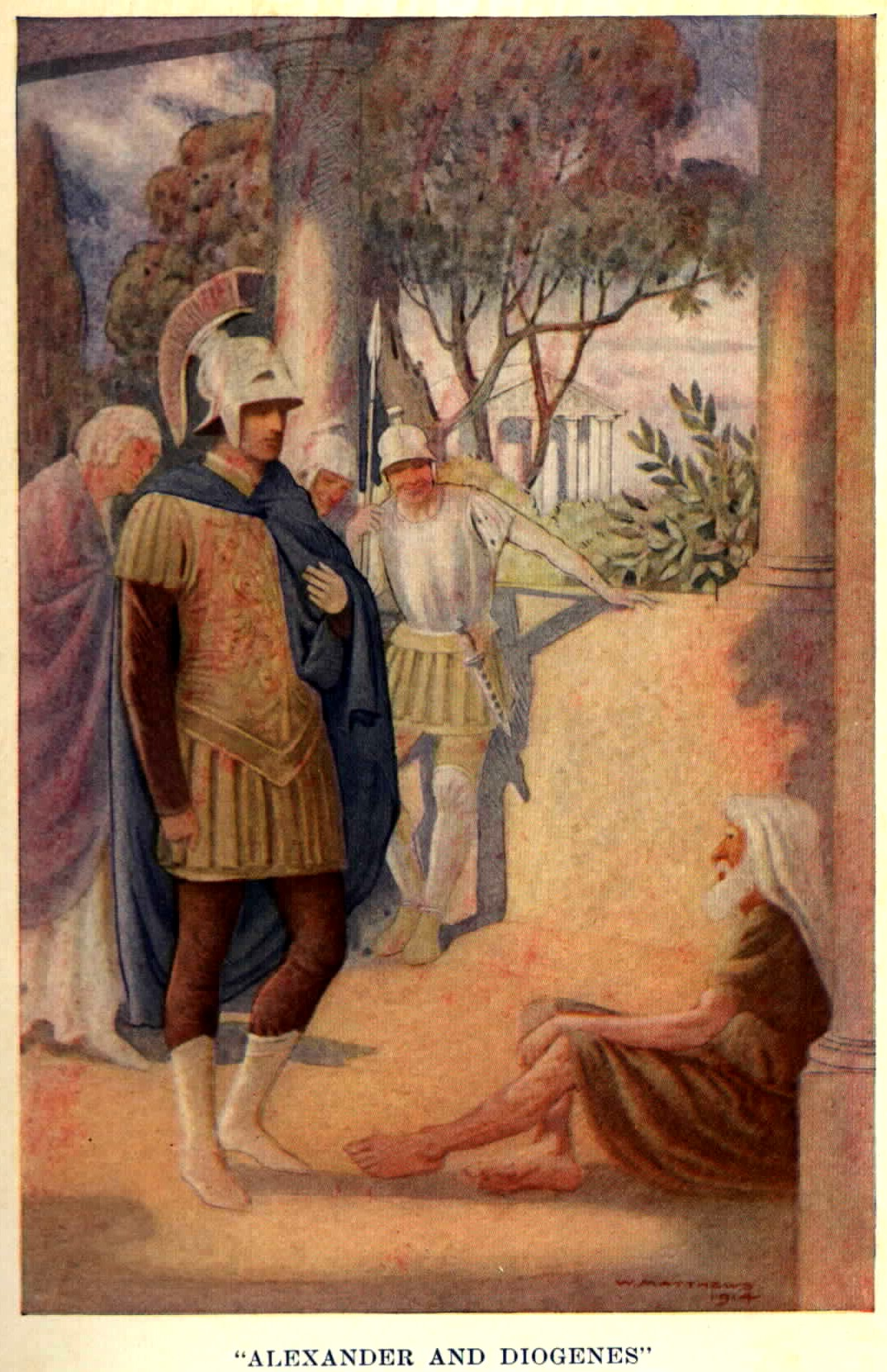
"Diogenes en Alexander de Grote" door W. Matthews (1914)

Volgens een door Plutarchus opgetekend verhaal was Alexander de Grote zeer geïnteresseerd in Diogenes. Hij maakte volgens dat verhaal een lange reis om hem te ontmoeten. Toen Alexander hem op een zonnige dag aantrof, vroeg hij aan hem wat hij wilde hebben. Hij kon alles krijgen. Diogenes zei toen half ontwijkend, waarschijnlijk beducht voor een twistgesprek met de licht ontvlambare veroveraar: "Als ik alles kan krijgen, wil je dan een stap opzij doen, want je staat voor de zon". Hierop zei Alexander: "Als ik Alexander niet was, zou ik Diogenes willen zijn". Diogenes zei daarop: "Als ik Diogenes niet was, zou ik ook Diogenes willen zijn". Volgens de overlevering stierf Diogenes op dezelfde dag als Alexander: 10 juni 323 v.Chr.

### In Korinthe
Volgens een van de verhalen zou Diogenes ooit door zeerovers als slaaf zijn verkocht en evenals diverse andere filosofen van zijn tijd zou hij ook een geschrift hebben gewijd aan de staatsinrichting en de maatschappelijke orde, Politeia, waarvan de tekst echter niet is overgeleverd en dus evenmin een duidelijk standpunt over het onderwerp slavernij.

## Syndroom
- Het syndroom van Diogenes is naar hem genoemd.